# Elza Premšak
Elza Premšak, rojena Leskovec, (1914 - 1947, Celje), slovenska delavka in žrtev povojnega komunističnega režima
Elza Premšak je bila delavka v celjski tovarni emajlirane posode. Med 2. svetovno vojno se ni politično angažirala. V letih takoj po vojni, ko je oblast v državi prevzela Komunistična partija Jugoslavije in so se na širšem območju Celja (Teharje, Hrastnik, Huda jama) izvajali obsežni poboji repatriiranih domobrancev in civilistov, je od prijateljev Josipa Čepina in Bojana Kencijana izvedela resnico o dejanski usodi vrnjenih. Tako Čepin kot Kencijan sta bila neposredno udeležena v izvedbi pobojev, prvi kot šofer tovornjaka, ki je moral po ukazu vojaških oblasti prevažati ujetnike iz teharskega taborišča v Hrastnik in Hudo jamo, drugi pa kot takrat 24-letni član OZNE. Nova oblast je poboje skrbno prikrivala in z vsemi sredstvi preprečevala, da bi v javnost prodrla kakršnakoli novica o njih. Elza Premšak je o izvajanju množičnih izvensodnih usmrtitev kljub temu spregovorila in o tem preko pisma celo obvestila britansko vlado.  V pismu je Premšakova dosledno navedla lokacije množičnih usmrtitev (Košnico, Brežice, Hudo jamo in druge), opozorila na njihov obseg, navedla imena odgovornih in  pisala o svojih znancih in prijateljih, ki so bili po ukazu komunističnih oblasti prisiljeni sodelovati v pobojih. 
Vojaško sodišče je Premšakovi sodilo leta 1947,  ker naj bi „lažno prikazovala delo organov za zaščito naroda, navajajoč, kako ti pretepajo ujetnike in izvajajo masovne likvidacije, podkrepljujoč to z lažnimi primeri pri Brežicah, Košnici, Laškem, Gornji Hudinji in Hudi jami, za katere navaja, da je bilo tam likvidiranih tisoč belogardistov"  in še zaradi nekaterih drugih kaznivih dejanj, ki naj bi jih storila. V srbohrvaškem originalu se je obtožba glasila, da naj bi Premšakova lažno poročala : "o masovnom hapšenju nevinih ljudi te dalje na osnovu podataka koje je vešto izmamila od sooptuženog Čepina Josipa in Kencijan Bojana lažno prikazivala rad organa zaštite naroda navadjajuči kako isti tuču uhapšenike i vrše masovne likvidacije podkrepljujuči ovo lažnim primerima: kod Brežica, Košnice, Laškoga, Gornje Hudinje i Hude jame, gdje je navela da je bilo likvidirano 1000 belogardejaca, pored toga izvestila je englesku obaveštajnu službu u istom izveštaju o imenima pojedinih odgovornih rukovodioca u organizaciji zaštite naroda u Celju te ih prikazivala kao mjerodavne za likvidacije nevinih žrtava i iste izveštaje predala engleskom agentu Železnik Francu."
Divizijsko sodišče v Celju je Elzo Premšak po navedeni obtožnici 22. maja 1947 obsodilo na smrt z ustrelitvijo. Sodba je bila izvršena 25. maja 1947. Nekaj dni za tem je iz Beograda prišla pomilostitev. Elza Premšak je bila v času usmrtitve stara 33 let in naj bi bila po nekaterih virih takrat tudi noseča.

## Spletne povezave
- http://www.leljak.si/index.php?Itemid=50&catid=1:zadnje-novice&id=182:nova-knjiga&option=com_content&view=article
- http://oddaje.ognjisce.si/mojazgodba/2013/02/06/5-2-2013-dr-milko-mikola-n-rde-e-nasilje